# Ankarapithecus
A Ankarapithecus  az emberszabású majmok egy kihalt neme. Talán gyümölcsevő volt, és 30 kg súlyú lehetett. A maradványokat Közép-Törökországban, Ankarához közel találták az 1950-es évektől kezdve. A késő miocénben élt. Hasonlított a Sivapithecusra.

## Fordítás
- Ez a szócikk részben vagy egészben  az   Ankarapithecus című angol Wikipédia-szócikk ezen változatának fordításán alapul.  Az eredeti cikk szerkesztőit annak laptörténete sorolja fel. Ez a jelzés csupán a megfogalmazás eredetét és a szerzői jogokat jelzi, nem szolgál a cikkben szereplő információk forrásmegjelöléseként.